# Hobby

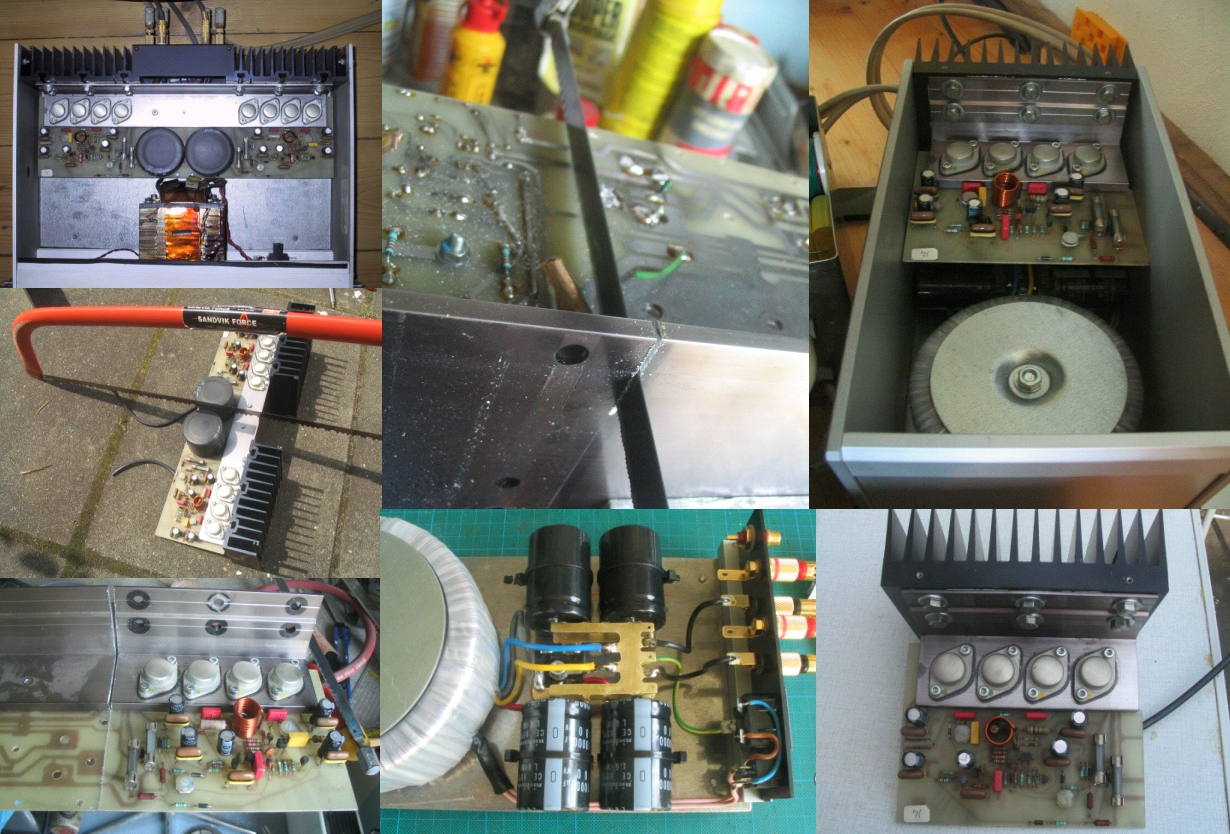
Een collage van afbeeldingen gemaakt tijdens het uitvoeren van een hobbyproject

Een hobby (liefhebberij) is in het algemeen een ontspannende activiteit die men met enige regelmaat in de vrije tijd uitoefent. Een gevoel van persoonlijke voldoening is daarbij een belangrijke motivatie. Hobby's worden door jong en oud uitgeoefend uit interesse en voor het plezier, niet als betaald werk. Voorbeelden zijn het verzamelen van bijvoorbeeld postzegels, amateurfotografie en het lidmaatschap van een toneelvereniging. Het praktiseren van een hobby kan leiden tot een aanzienlijke kennis, ervaring en vaardigheid.
Het beoefenen van sporten kan ook regelmatig en met persoonlijke voldoening gebeuren maar dient een (nog) een ander specifiek doel, namelijk de persoonlijke gezondheid. Deze vorm van vrijetijdsbesteding wordt dan ook als zodanig apart behandeld. Andere vormen van vrijetijdsbesteding kunnen ook met net zo veel plezier worden gedaan, maar als de regelmaat minder is, vallen die niet daarom niet onder de definitie van een hobby. Ondanks de vele overeenkomsten kan men dus een onderscheid tussen hobby's en andere vormen van vrijetijdsbesteding maken, op basis van het plezier dat men er aan beleeft; de regelmaat waarmee men het doet of de aanwezigheid van andere aspecten als gezondheid. Het één hoeft het ander ook niet uit te sluiten. Kinderen komen vaak al op jonge leeftijd in aanraking met hobby's op school en tijdens buitenschoolse activiteiten.

## De hobbyist
Een hobbyist is meestal op enthousiaste wijze met de hobby bezig. Veel hobby's kunnen thuis gedaan worden, soms wordt daar dan ook een speciale hobbykamer voor ingericht, niet zelden op een zolder. Een ander veelvoorkomend aspect in het leven van een hobbyist zijn verenigingen, ook vaak als clubs omschreven. Hier komen gelijkgestemde hobbyisten samen om hun hobby te bedrijven, er over te praten, inspiratie op te doen en de passie voor de activiteit te delen. Voor vrijwel ieder denkbare hobby worden er regelmatig evenementen georganiseerd, vaak opgezet door bedrijven die de hobby als marktgebied bedienen.
Het beoefenen van een hobby kan een kalmerend en therapeutisch effect hebben. Persoonlijke voldoening staat voorop, wat anderen van een hobby vinden heeft vaak weinig invloed op het voortdurende enthousiasme van de hobbyist. Een hobby kan ook uit de hand lopen en een schadelijke obsessie gaan vormen, dit is meestal het directe resultaat van een (al dan niet gediagnosticeerde) stoornis.

## Etymologie
Het woord hobby is afkomstig uit het Engels, waar het dezelfde betekenis heeft, maar het is ook een soort kleine, snel vliegende valk met smalle vleugels en een klein paard of pony. De huidige betekenis van het woord is vrijwel zeker afkomstig van deze laatste twee dieren, die voor vrijetijdsamusement (valkenjacht, plezierrijden) gebruikt werden. Een andere verklaring is dat het komt van hobbelpaard (Engels: hobby horse). Het berijden van een hobbelpaard (of: schommelpaard) was een favoriet tijdverdrijf. Dit sluit aan bij de Nederlandse uitdrukking voor een fanatiek bedreven hobby: 'stokpaardje'.

## Hobby en vrijwilligerswerk
Wanneer het uitoefenen van een hobby ten goede komt aan andere mensen, zoals het geven van volwassenenonderwijs of het leiding geven aan een scoutinggroep, kan een hobby overgaan in vrijwilligerswerk. Dit gebeurt dan ook vaak in verenigingsverband.

## Hobby en beroep

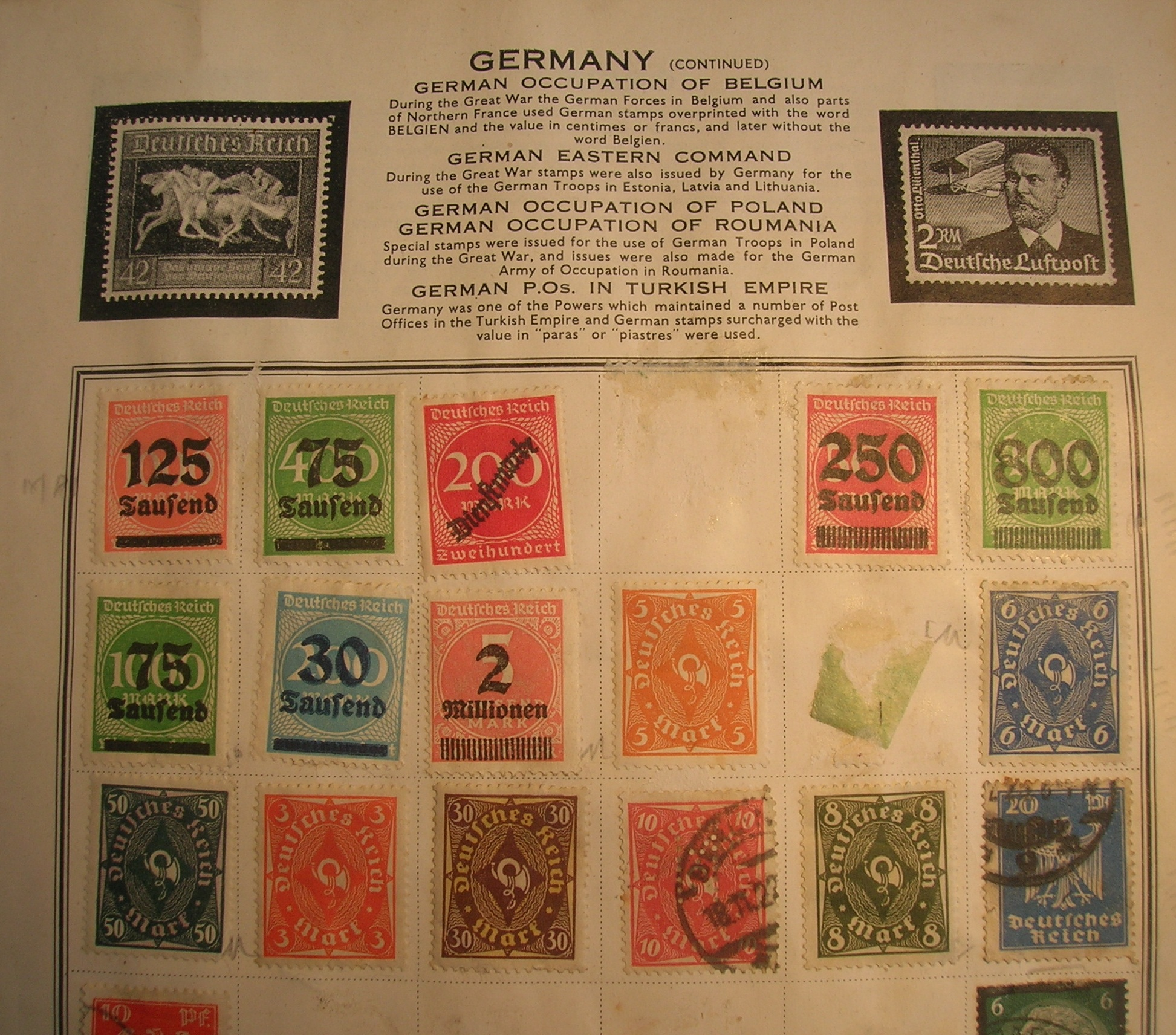
Verzamelen is een populaire hobby. Hier een bladzijde uit een postzegelalbum.

Hobby's worden bedreven vanuit een persoonlijke motivatie, geen financiële. Zo kan een computerprogrammeur bijvoorbeeld koken als hobby hebben, terwijl een kok computerprogramma's schrijven als hobby heeft. Het kan voorkomen dat mensen pogen 'van hun hobby hun beroep' te maken, maar over het algemeen kost een hobby meer geld, dan dat deze oplevert. Iemand die een activiteit alleen voor zijn of haar plezier doet wordt meestal een amateur genoemd, een professional is iemand die uit dezelfde activiteit een inkomstenbron genereert.
Activiteiten waarmee niet gemakkelijk geld verdiend kan worden, worden dan ook uit liefhebberij uitgevoerd. Een voorbeeld hiervan is het verzamelen van postzegels (filatelie). Hoewel poststukken grote waarde kunnen hebben, zijn het meestal handelaren die de winst maken. Liefhebberij wil echter niet zeggen dat de activiteit zinloos is, astronomie is een voorbeeld van een hobby waarin amateurs belangrijke bijdragen leveren; het komt voor dat amateurs als eerste een gebeurtenis of nieuw object aan de nacht-hemel waarnemen, met eigen apparatuur dan wel door het analyseren van beschikbaar gesteld bronmateriaal op internet. Ook entomologie wordt op wetenschappelijk niveau door velen als hobby beoefend; publieke subsidie hiervoor is vaak alleen beschikbaar voor onderzoek naar plaaginsecten. Een meer moderne hobby als metaaldetectie levert niet zelden werk op voor de EOD of DOVO en mogelijk interessante vondsten voor (stads-)archeologen. Ook veel ambachten worden als hobby gedaan, al dan niet met inkomsten.

## Voorbeelden
| Hobby                  | Voorbeelden |
| ---------------------- | --- |
| Dieren                 | Bezoek of deelname aan honden- en kattenshows - Fokken van huisdieren - Houden van aquariumvissen, bijen, duiven, reptielen, siervissen of vogels |
| Ambacht & Creativiteit | Amateurtoneel - Batikken - Beeldhouwen - Boekbinden - Boetseren - Borduren - Breien - Broodbakken - Edelsmeden - Figuren Knippen - Figuurzagen - Fotograferen - Haken - Kaartenmaken - Kalligrafie - Kantklossen - Knopen - Koken - Lego - Meubels maken - Naaien - Origami - Papierarchitectuur - Patchwork - Plakboek maken - Pottenbakken - Quilten - Schilderen - Scoubidou - Spinnen - Tekenen - Textiele werkvormen - Sieraden maken - Tuinieren - Zijdeschilderen |
| Verzamelen             | Antiek - Ansichtkaarten - Boeken - Filatelie - Kunst - Modeltreinen - Munten - Numismatiek - Sigarenbandjes - Speelgoed - Suikerzakjes - Telefoonkaarten - Wijnetiketten |
| Schriftelijk           | Bibliotheek - Dichten - Lezen - Literatuur - Schrijven - Wikipedia |
| Bouw & Techniek        | Auto - Botenbouw - Brommer - Decoratie - Drones - Fiets - Motorfiets - Modelbouw - Renovatie - Tunnels graven - Wifi-tracking - Zendamateur |
| Studie en wetenschap   | Amateurastronomie - Archeologie - Filosofie - Heemkunde - Natuuronderzoek (bijvoorbeeld vlinders, vogels of planten bekijken en determineren) |
| Spanning               | Loterijen - Gokken |
| Cultuur                | Architectuur - Bioscoop - Galerie - Museum - Opera - Tentoonstelling - Theater |
| Muziek                 | Ballet - Barbershop - Concertbezoek - Bespelen van een muziekinstrument - Dansen - DJ - Musiceren - Muziek beluisteren - Participeren in een brassband, fanfare, harmonieorkest, koor, popgroep of symfonieorkest - Zingen |
| Diversen               | Bierbrouwen - Bloggen - Gamen - Geocaching - Geofictie - Goochelen - Pokémon vangen - Roleplaying - Scouting - Treinspotter - Varen - Vliegtuigspotter - Vrijwilligerswerk - Vogelen - Zeilen |